# Tintorero

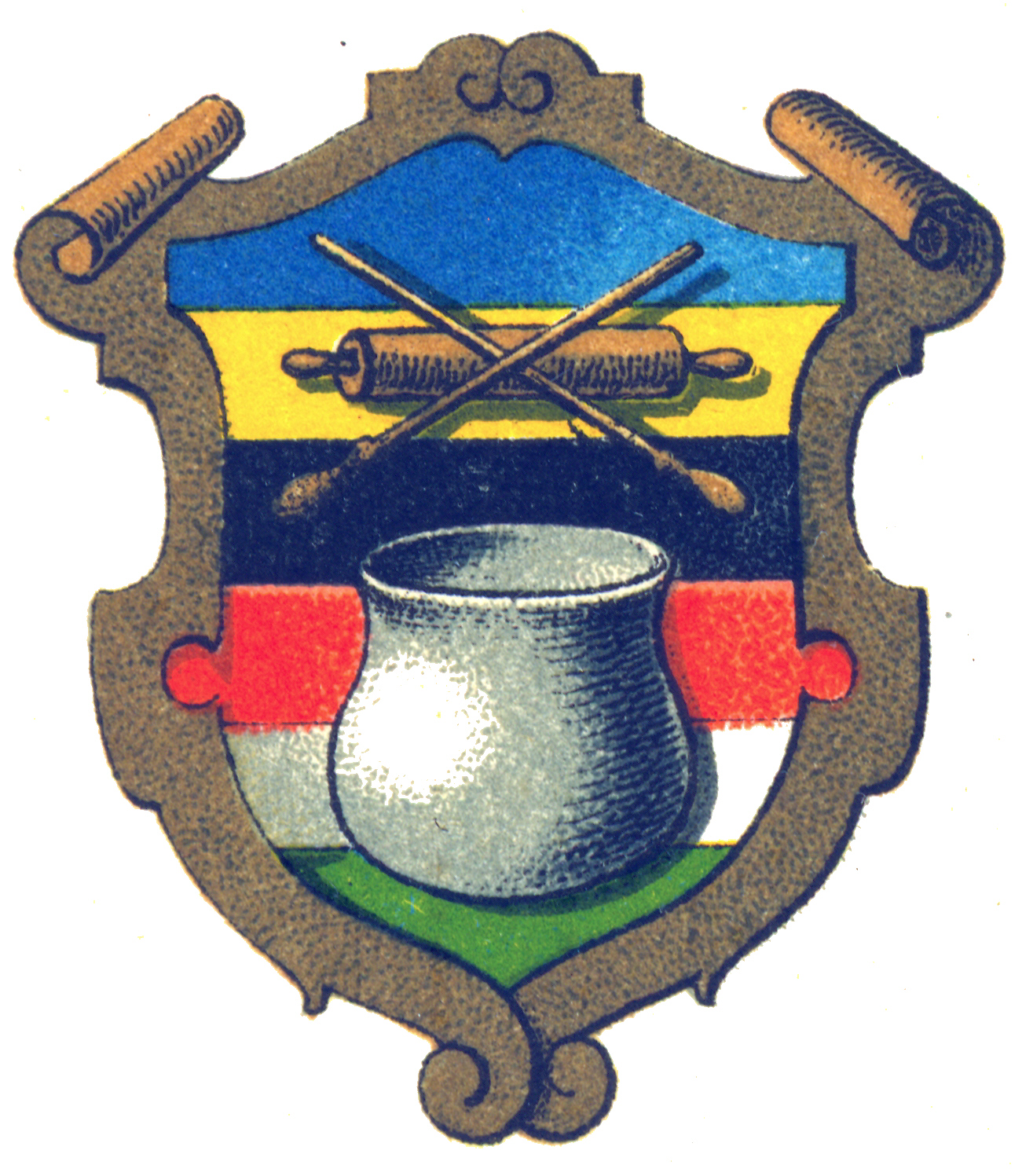
Escudo heráldico alemán del apellido färber (tintorero) en 1895.

Tintorero es el artesano que tiene por oficio teñir tejidos y prendas de vestir. Modernamente, también puede denominar a la persona que se dedica a limpiar ropa o piezas de tejido delicado.
Documentado en Oriente, y más tarde en la cultura greco-romana, el oficio de tintorero se desarrolla en la Europa medieval como actividad gremial, que evolucionó más tarde como pequeña y mediana industria y que en el tercer mundo aún pervivía al comienzo del siglo XXI. Sirvan como referencia: las tenerías de la Medina de Fez o de Marraquech en Marruecos, las de la seda en la India o las de paños en iberoamérica, desempeñadas en muchos casos por empresas familiares.

## Las pistas del origen léxico
En latín clásico hay dos términos para denominar esta profesión: tinctor e infector (del verbo inficere: impregnar, recubrir, teñir...y alterar, contaminar, corromper... llegando en su participio pasado pasivo, infectio, a significar 'apestoso, enfermo, contagioso').
Para compensar, los tintoreros escogieron como patrono a san Mauricio, alto oficial romano destinado en el Valais suizo (que murió mártir junto con todos sus legionarios). Y no satisfechos con ello, explotaron cierto episodio de los evangelios apócrifos en el que se narra el aprendizaje de Cristo, aún infante, en el taller de un tintorero de Tiberíades.

## Un oficiosospechosoen la Europa medieval, renacentista y barroca
La desconfianza suscitada por el conjunto de las labores de teñido fue norma común desde la antigüedad. Pero en la Europa medieval cristiana se agudizaría, manifestándose tanto en el ámbito real como en el legendario. Abundan fuentes que subrayan el carácter inquietante, si no diabólico, de un oficio prohibido a los clérigos y desaconsejado 'al común de los creyentes'. De ahí que el tintorero siempre estuviera vigilado y marginado.
A lo largo de la Edad Media el oficio de tintorero -diferenciado del de comerciante de paños o de materias colorantes- estuvo severamente reglamentado. Desde el siglo XIII, se documentan textos que nos informan de su organización, enseñanza, derechos y obligaciones, además de una lista de colorantes permitidos y de los prohibidos. En la época carolingia, se pretendía que sólo las mujeres sabían teñir eficazmente, puesto que por naturaleza eran impuras y algo hechiceras. Asimismo, se consideraba que los hombres eran poco habilidosos o que traían mala suerte en el oficio.
Puede considerarse a la industria textil como la mayor en peso e importancia del Occidente medieval. En todas las ciudades pañeras los tintoreros fueron numerosos y poderosamente organizados. También serían frecuentes los enfrentamientos con otros gremios como pañeros, tejedores y curtidores. Estatutos, leyes y reglamentos reservaban a los tintoreros el monopolio de las prácticas de teñido, exclusiva que al no ser respetada por los tejedores daba origen a constantes litigios.

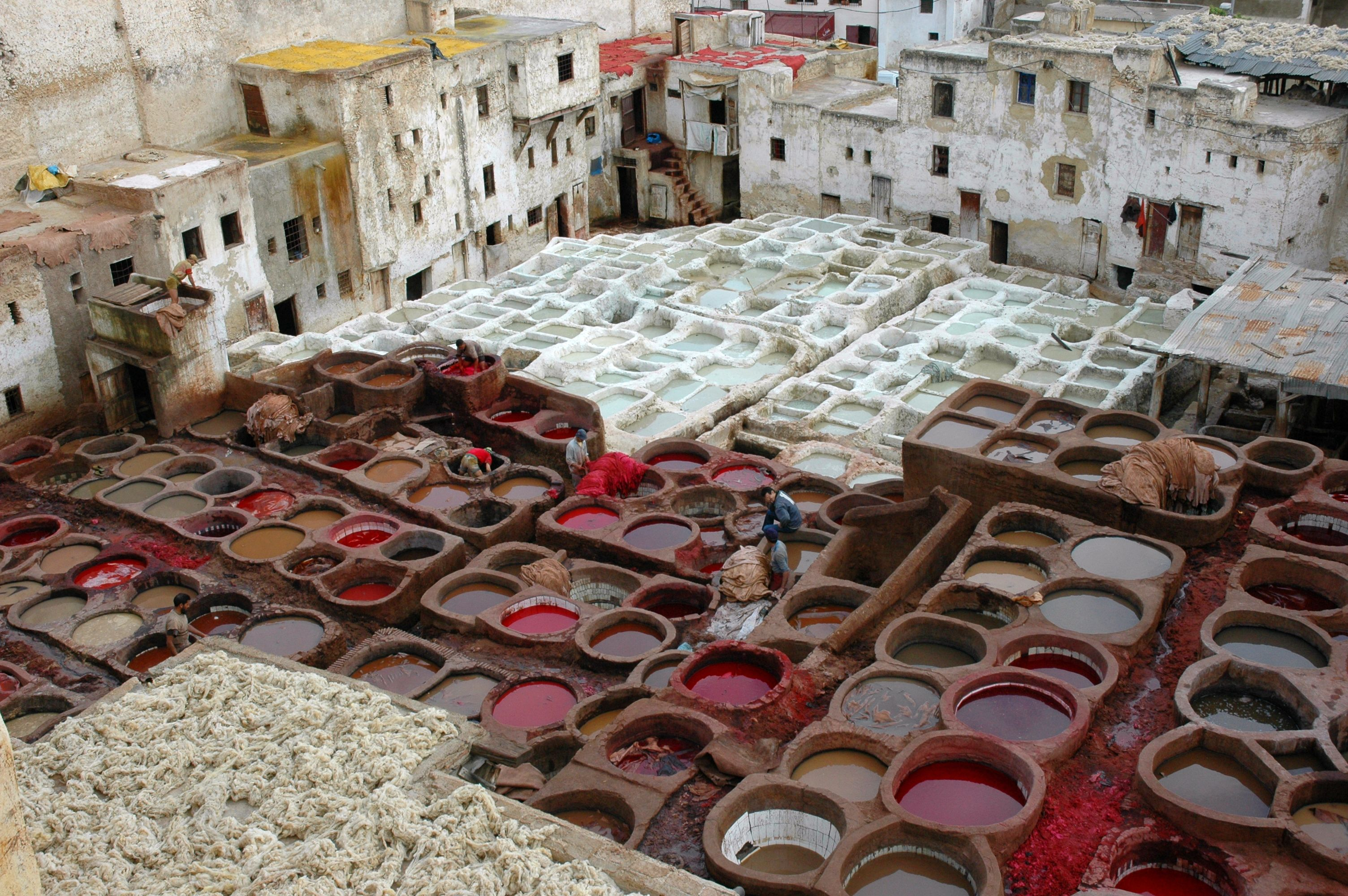
Tenería de la Medina de Fez.

Con los curtidores -otros artesanos 'sospechosos por su contacto con cadáveres de animales'-, el bien en litigio era el agua del río. El curtidor necesitaba el agua limpia para dejar macerar sus pieles, condición que imposibilitaban las materias colorantes de los tintoreros.
Las ordenanzas o reglamentos gremiales prohibían teñir una tela o trabajar con una gama de colores para la que no se tuviera licencia. En el caso de la lana, por ejemplo, a partir del siglo XII, si se es tintorero de rojo, no se puede teñir de azul y vicecersa. Sin embargo, los tintoreros de azul con frecuencia se hacen cargo de los tonos verdes y los tonos negros, mientras que los tintoreros de rojo asumen la gama de los amarillos. En algunas ciudades de Alemania e Italia la especialización se lleva aún más lejos: dentro de los dedicados a un mismo color, se diferencia a los tintoreros según la única materia colorante que les está permitido utilizar (por ejemplo, tintorero de 'rojo inglés' o 'de azul de glasto').
Esa estricta especialización de las actividades de teñido es una consecuencia más de la aversión bíblica por las mezclas, que impregna todo el medievo, tanto en los ámbitos teológico y simbólico como en la vida cotidiana y la cultura material. Mezclar, remover, fusionar, amalgamar son operaciones que con frecuencia se consideran infernales, puesto que transgreden la naturaleza y el orden de las cosas impuesto por el Creador. Todos aquellos que se ven obligados a practicarlas debido a sus tareas profesionales (tintoreros, herreros, boticarios, alquimistas) despiertan desconfianza o son sospechosos de 'hacer trampas' con la materia. Por otra parte, muchos de ellos dudan en practicar determinadas operaciones, como por ejemplo la mezcla de dos colores para obtener un tercero: 'se yuxtapone, se superpone, pero no se mezcla'. Antes del siglo XV, ninguna compilación de recetas para fabricar colores explica que para obtener el color verde haya que mezclar azul con amarillo. Los tonos verdes se obtienen de otra manera, ya sea a partir de pigmentos naturalmente verdes, ya sea sometiendo colorantes azules o grises a tratamientos que nada tienen que ver con la mezcla.
Así, los tintoreros, fueron, hasta el siglo XVIII, artesanos reservados, misteriosos e inquietantes, además de turbulentos, pendencieros y pleiteantes.

### Una receta para teñir, delManual de Joanot Valero[16][17]
Para hacer "hígado de ángel": 9 pujesas de encarnado, 4 libras de verde claro y 4 libras de azul claro.
Para hacer capción de "hígado de ángel": Alumbrar como bermejo... (3 onzas de alumbre por libra de lana y media onza de tártaro, y hierva 4 horas)... Al enrojar, una libra y media de rubia por pujesa, y después tira tu baño y pon 5 libras de gualda por pujesa, engualda el encarnado, y estará acabado.

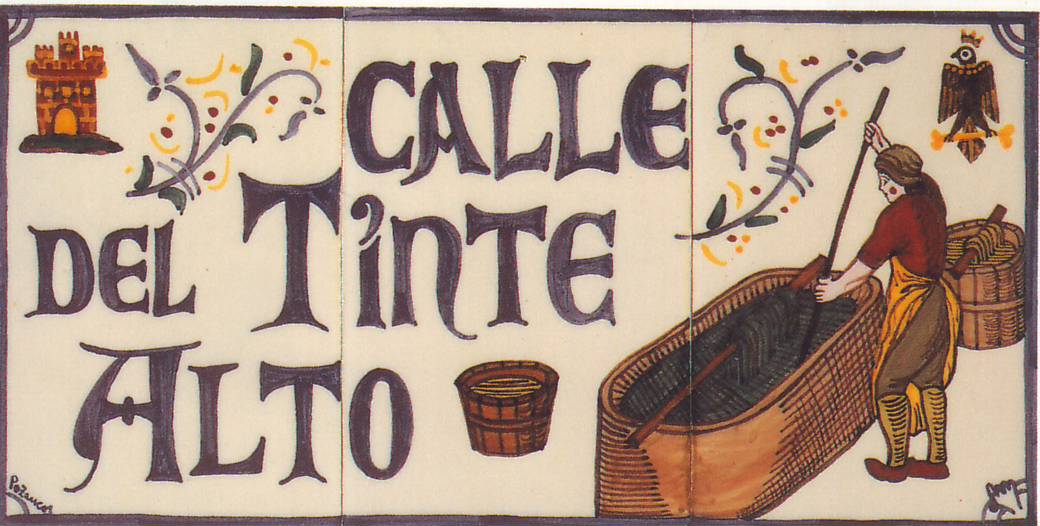
La calle del Tinte Alto es una de las tres dedicadas a los tintoreros en la ciudad medieval de Sigüenza. Todo el callejero es azulejería del Alfar del Monte, ceramistas de Pozancos.

### Todo es de color: el proceso de teñir la lana
La lana para teñir se coloca primero en un baño concentrado de alumbre que actúa como 'mordiente'. Luego se tiñe con un baño colorante y, posteriormente, se pone a secar al sol.
Antes de la aparición de los tintes sintéticos (la anilina, por ejemplo, se descubrió en 1856), los tintoreros empleaban solamente tintes naturales extraídos de sustancias vegetales:
- El rojo obtenido de la raíz de grana, que crece silvestre.
- Las hojas del índigo daban un azul que podía ser muy oscuro, casi negro.
- Las hojas de la vid proporcionaban los amarillos, también obtenidos a partir del azafrán (color más delicado).
- El verde se obtenía mezclando azul y amarillo con sulfato de cobre.

En la antigua Persia, los colores naturales de la lana proporcionaban los grises y el marrón (que puede obtenerse también de la cáscara de nuez). Asimismo, se empleaba la lana natural de oveja o el pelo de camello negro para el color negro, para el cual se usa también el óxido de hierro contenido en las agallas que parasitan al roble.
Hoy en día, la mayoría de los tintoreros usan colorantes sintéticos, muchos de ellos son colorantes al cromo, que tienen más ventajas que la anilina y, en el caso concreto de las alfombras persas de lana, han permitido bajar los costes.

## El oficio de tintorero en la literatura
- En los orígenes del teatro inglés, muchas de las representaciones se realizaban por los gremios medievales, que se especializaban en una historia relacionada con su profesión. Los tintoreros interpretaron El Diluvio.
- Maestro tintorero es uno de los peregrinos narradores de Los cuentos de Canterbury, de Chaucer.
- «El tintorero enmascarado Hákim de Merv» de Jorge Luis Borges, en su Historia universal de la infamia.[19]

## Miscelánea enciclopédica
- Tintorero, Venezuela. Importante centro de tejido artesanal que debe su nombre a la tinta usada para pintar los hilos utilizados en la manufactura de manteles, tapetes, hamacas que son el sustento de sus pobladores desde la época colonial.

- Uno de los más grandes pintores venecianos del manierismo italiano fue Jacopo Robusti, más conocido por el oficio de su padre: tintoretto. Otro artista italiano hijo de tintorero fue el escultor y ceramista florentino Luca Della Robbia (1400-1482); como así también la poetisa Chiara Matraini (Lucca, 1515 - 1604), cuya familia de tintoreros de la seda participó activa y fatalmente en la rivolta degli straccioni de 1532.

- El personaje llamado Barak, un tintorero de buen corazón, en La mujer sin sombra, ópera con música de Richard Strauss y libreto del poeta Hugo von Hofmannsthal.

- De haiku visual o poema pictórico japonés podría  calificarse la xilografía de Hiroshige, El barrio de los tintoreros en Kanda, pintada en 1857. Ejemplo iconográfico que documenta la importancia de este oficio en el Japón del siglo XIX.

- También los muralistas mexicanos, al comienzo del siglo XX, inmortalizaron el oficio de los Tintoreros en las oficinas centrales de la Secretaría de Educación Pública.

- Modelo de la continuidad del espíritu gremial combativo de los tintoreros en pleno siglo XX fueron: el periodista y líder anarquista francés Benoît Malon, que en 1866, en Puteaux, impulsó el sindicato de obreros textiles tintoreros y la sociedad de socorros mutuos; y en Barcelona, el también sindicalista Pau Sabater, conocido como "el Tero", secretario del sindicato de tintoreros, uno de los más poderosos de la industria textil catalana.

- Otro ejemplo, más reciente, de ese espíritu corporativo es la Cooperativa de Tintoreros del Gran Buenos Aires, creada en 1949 por okinawenses de la Asociación Japonesa en la Argentina.

## Iconografía
Una rica iconografía ilustra algunos callejeros de ciudades europeas mostrando blasones gremiales o al propio artesano tintorero junto a una tina o caldera, removiendo los tejidos a mano o con un palo. Imágenes similares de manuscritos iluminados documentan a partir del siglo XV este oficio, perdido en Occidente como tal.

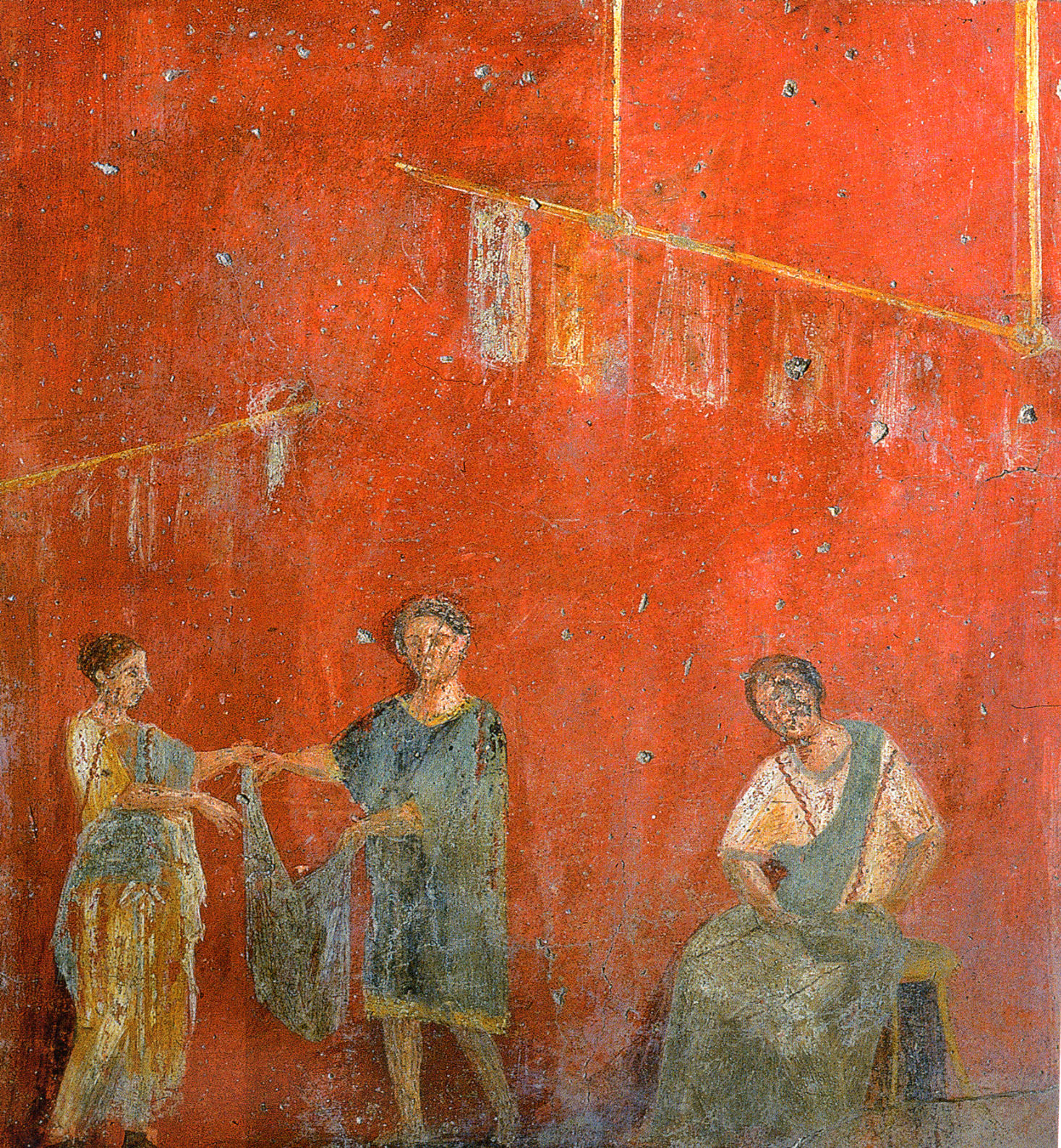
Tintoreros colocando la ropa para secar. Frescos romanos de la fullonica (tienda de tintorero) de Veranio Hypsaeus, en Pompeya. Museo Arqueológico Nacional (Nápoles).
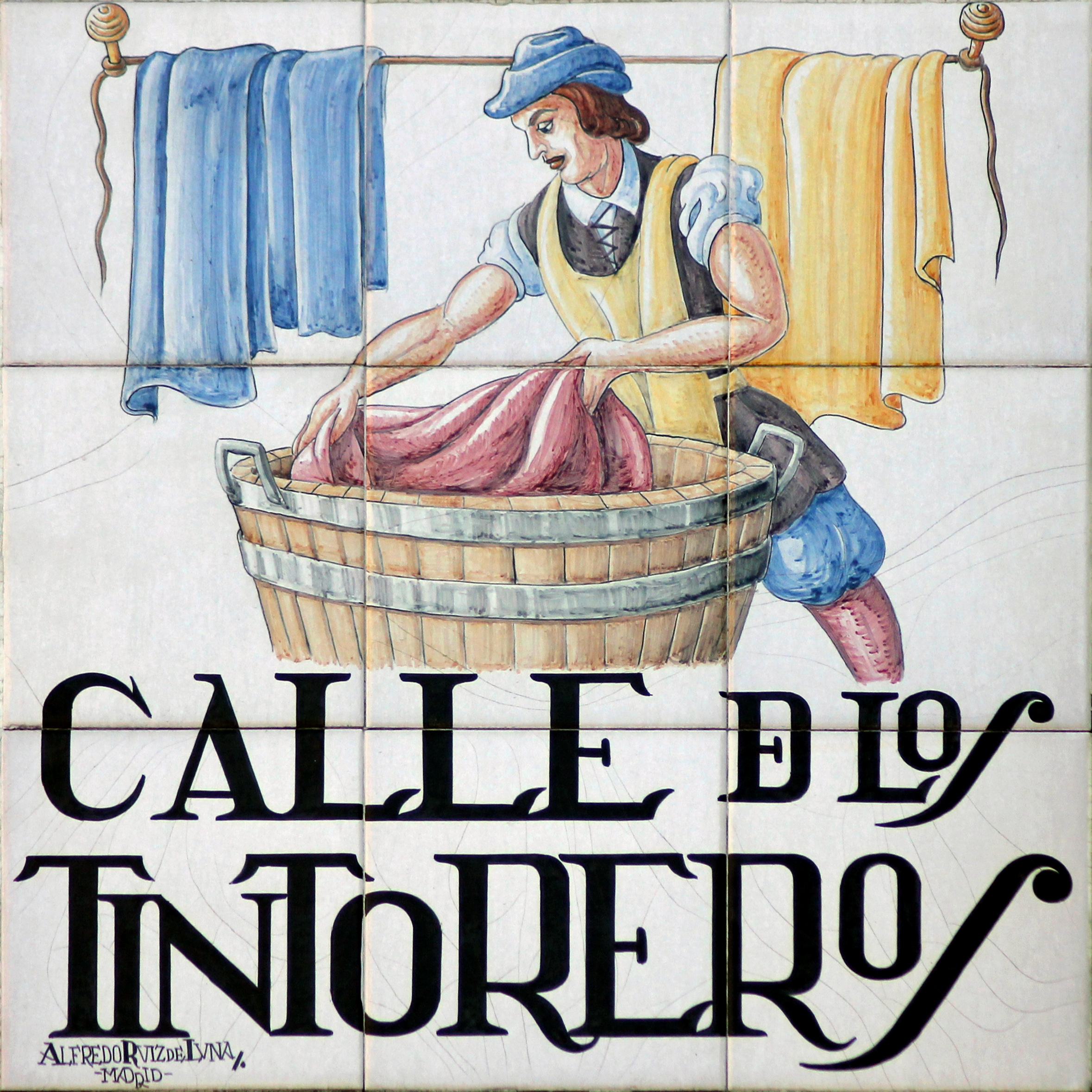
Placa en cerámica de la Calle de Tintoreros de Madrid (España).
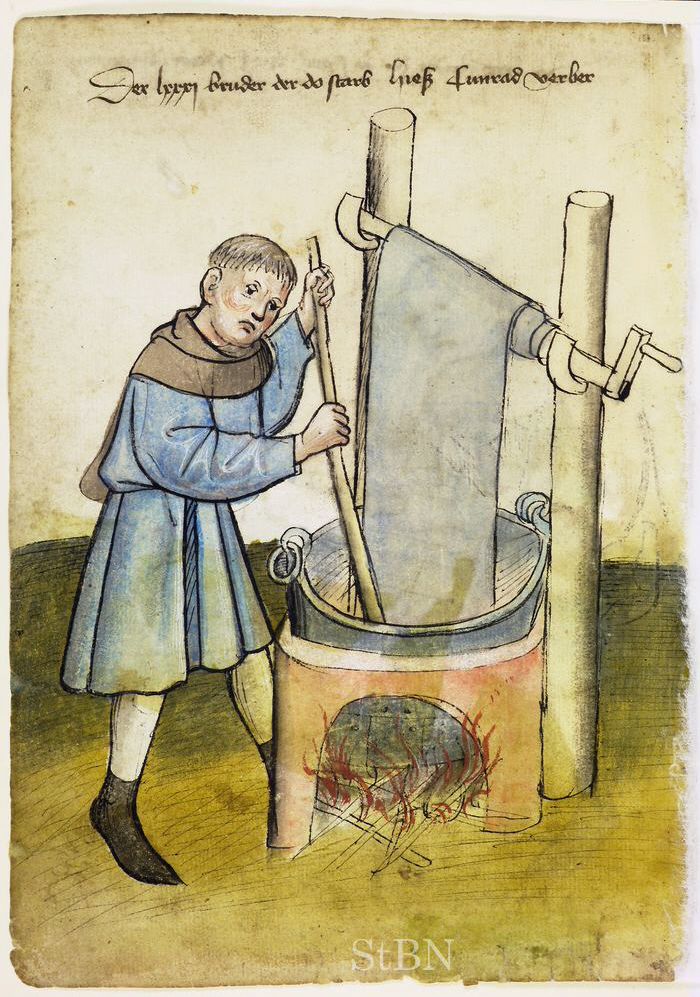
Konrad Verber, tintorero. Ilustración en un manuscrito iluminado, hacia 1425. Biblioteca estatal de Núremberg.
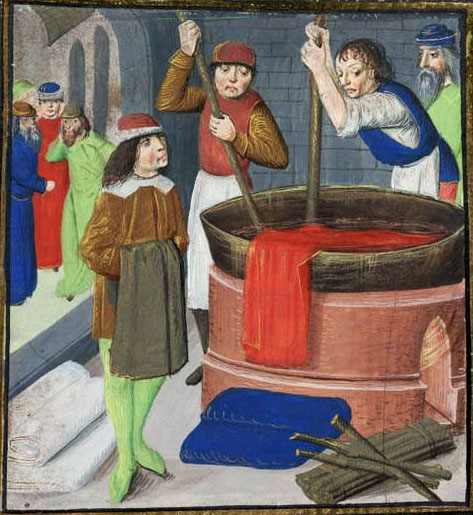
Tiñendo la lana.Ilustración en un manuscrito iluminado francés, hacia 1482. Librería Real Británica (Londres).
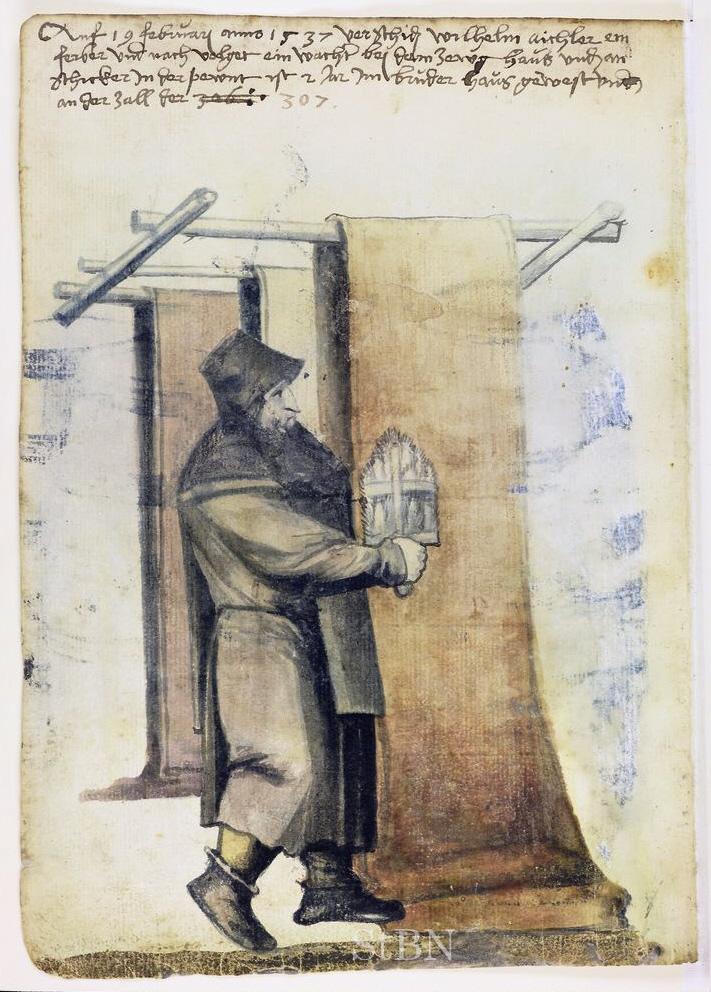
Guillermo Aichler, (fallecido en 1537).Ilustración en un manuscrito iluminado ('censo de artesanos') de la Biblioteca estatal de Núremberg.
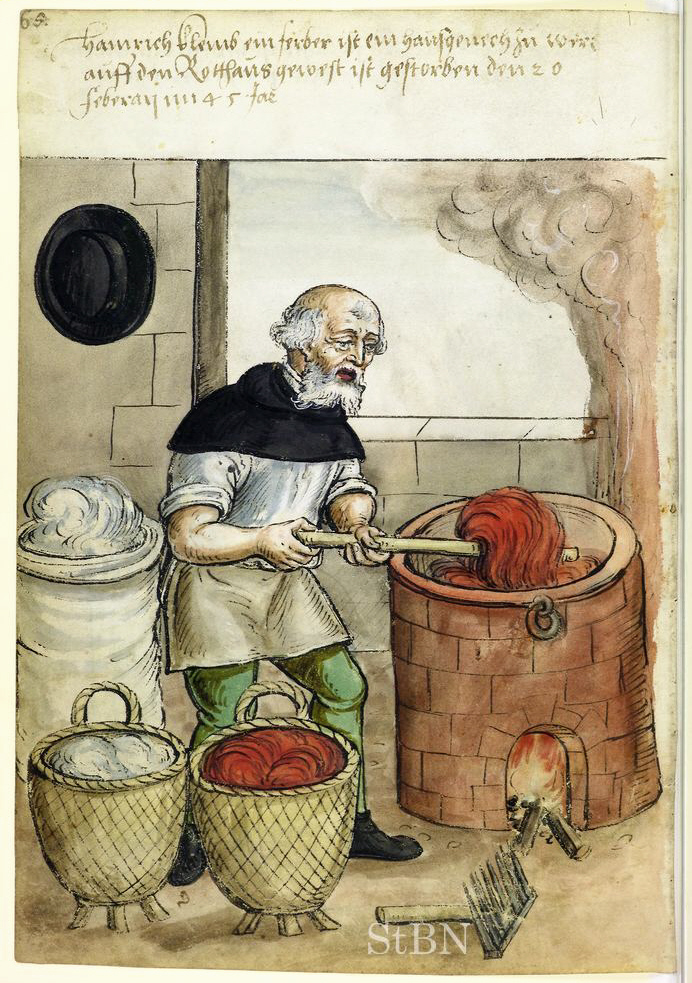
Ilustración en un manuscrito iluminado alemán, hacia 1545. Biblioteca estatal de Núremberg.
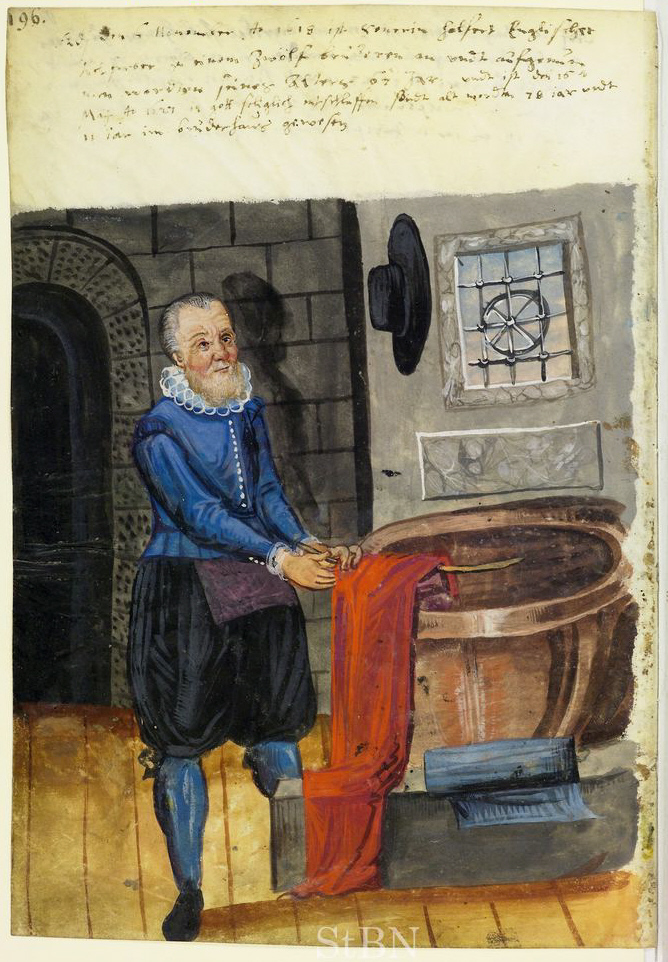
El tintorero Severin Helfert (fallecido en 1627).Ilustración en un manuscrito iluminado ('censo de artesanos') de la Biblioteca estatal de Núremberg.
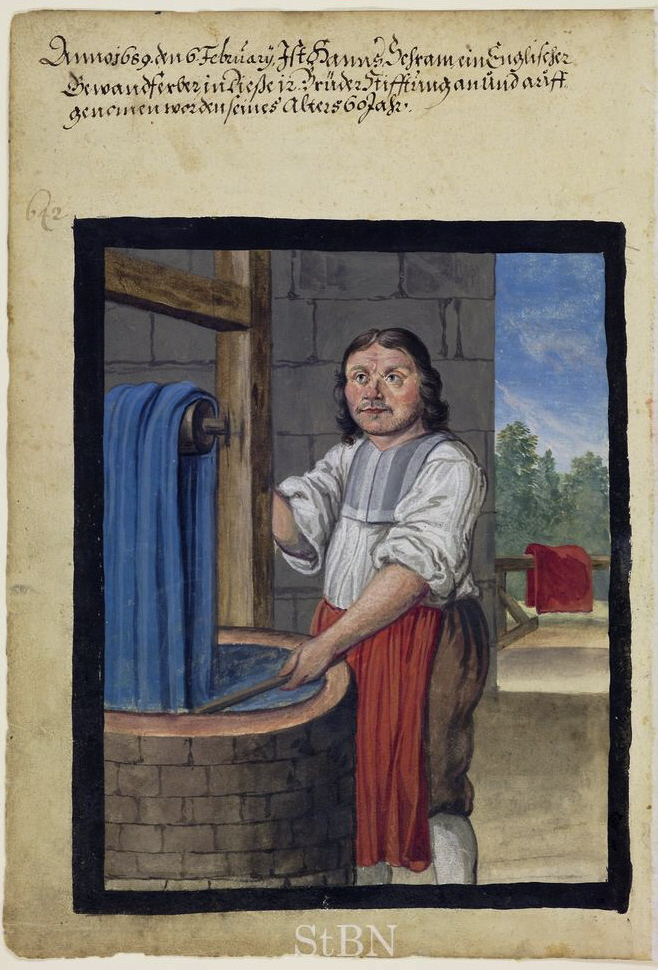
El tintorero Hans Schramm, hacia 1689. Ilustración en un manuscrito iluminado ('censo de artesanos') de la Biblioteca estatal de Núremberg.
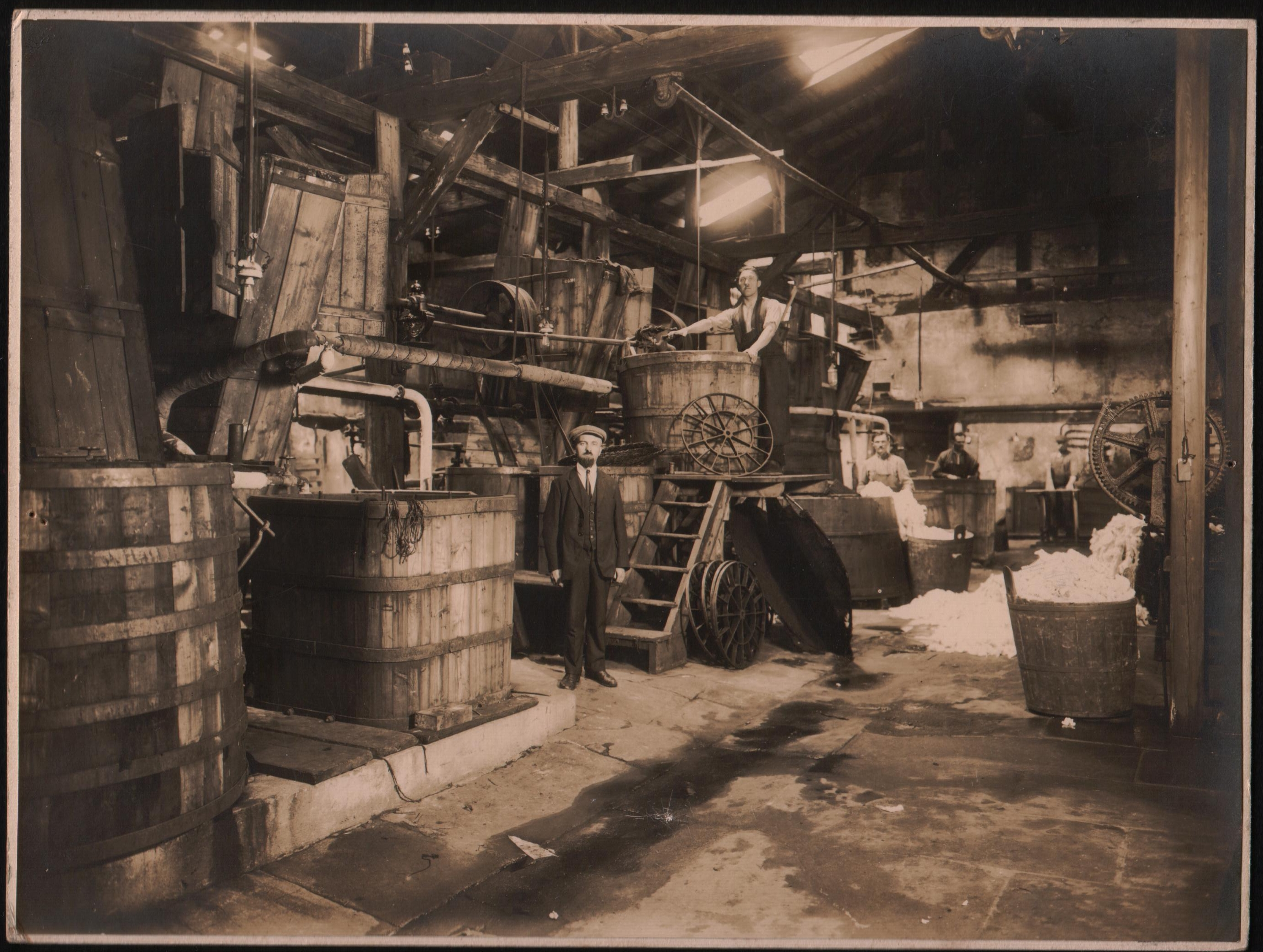
Nave de tintoreros de la empresa textil «Vonwiller y Cía» de Žamberk, en la Bohemia checa, en 1915.